# Joe Ingles
Joe Ingles (ur. 2 października 1987 w Adelaide, Australia) – australijski koszykarz, występujący na pozycjach rzucającego obrońcy lub niskiego skrzydłowego, od 2023 zawodnik Orlando Magic.
W dniu 30 czerwca 2009, Golden State Warriors ogłosiło, że Ingles będzie grał w ich zespole podczas ligi letniej NBA 2009 w Las Vegas. Ingles zagrał ponownie dla Warriors podczas ligi letniej 2010.
W dniu 16 listopada 2010 roku przeszedł z CB Granady do FC Barcelony, z  którą podpisał trzyletni kontrakt.
W sezonie 2020/2021 zajął drugie miejsce w głosowaniu na najlepszego „szóstego” zawodnika ligi NBA.
9 lutego 2022 został wytransferowany do Portland Trail Blazers.
W lecie 2022 dołączył do Milwaukee Bucks. 7 lipca 2023 został zawodnikiem Orlando Magic.

## Osiągnięcia
Stan na 26 września 2022, na podstawie, o ile nie zaznaczono inaczej.

### Drużynowe
- Mistrz:
  - Euroligi (2014)
  - Hiszpanii (2011, 2012)
  - Izraela (2014)
  - Australii (2009)
- 3. miejsce w Eurolidze (2012)
- 4. miejsce w Eurolidze (2013)
- Wicemistrz Hiszpanii (2013)
- Zdobywca:
  - pucharu:
    - Hiszpanii (2011, 2013)
    - Izraela (2014)
    - Ligi Izraelskiej (2014)

  - Superpucharu Hiszpanii (2010, 2011)
- Finalista:
  - pucharu Hiszpanii (2012)
  - superpucharu Hiszpanii (2012)

### Indywidualne
- Debiutant Roku NBL (2007)
- 2-krotny laureat Medalu Gaze'a (2009, 2012)
- Zaliczony do III składu NBL (2009)
- Uczestnik meczu gwiazd NBL (2006, 2008)

### Reprezentacja
- 2-krotny mistrz Oceanii (2011, 2013)
- Wicemistrz:
  - Oceanii (2009)
  - turnieju:
    - London Invitational (2011)
    - FIBA Diamond Ball (2008)[11]
- Brązowy medalista olimpijski (2020)[12]
- Uczestnik:
  - igrzysk olimpijskich (2008 – 7. miejsce, 2012 – 7. miejsce)
  - mistrzostw świata (2010 – 11. miejsce, 2014 – 12. miejsce, 2023 – 10. miejsce[13])